# Крамп, Джерри Кирт
Джерри Кирт Крамп (англ. Jerry Kirt Crump; 18 февраля 1933 — 10 января 1977) — солдат армии США, участник Корейской войны. Удостоился медали Почёта за свой подвиг 6 и 7 сентября 1951 года. Погиб в автодорожной катастрофе в 1977 году.

## Награды
|  | Медаль Почёта    |
|  | Пурпурное сердце |

### Наградная запись
Звание и часть: капрал. Армия США, рота L, седьмой пехотный полк, третья пехотная дивизия.
Место и дата: близ Чорвона, Корея 6 и 7 сентября 1951 года
Поступил на службу в : Форест-сити, Северная Каролина
G.O. No.: 68, 11 июля 1952
Капрал Крамп из роты L отличился благодаря выдающейся храбрости и незаурядной смелости при выполнении и перевыполнении долга службы в бою с противником. Ночью многократно превосходящие по численности вражеские силы предприняли атаку на позицию взвода Крампа на высоте 284, захватили соседние позиции и толпами рвались в сектор. Капрал Крамп периодически высовывался чтобы вести эффективный обстрел по рядам атакующих, нанося им многочисленные потери. Увидев двоих вражеских солдат, собирающихся захватить пулемёт он бросился в атаку и заколол обоих штыком, сохранив контроль над пулемётом. Вернувшись на позицию, ныне занимаемую четырьмя ранеными товарищами, он продолжил вести аккуратный огонь по вражеским войскам, окружившим его укрепление. Когда солдат противника метнул гранату в его укрепление капрал Крамп немедленно накрыл собой гранату и поглотил её взрыв своим телом, тем самым он спас своих товарищей от гибели или серьёзных ранений. Его агрессивные действия настолько вдохновили товарищей, что предпринятая ими контратака выбила неприятеля с периметра. Героическое посвящение долгу капрала Крампа, неукротимый боевой дух и готовность пожертвовать собой для спасения товарищей отражают высочайшую честь его, пехоты и армии США.
Оригинальный текст (англ.)
Rank and organization: Corporal, U.S. Army, Company L, 7th Infantry Regiment, 3rd Infantry Division
Place and date: Near Chorwon, Korea, 6 and September 7, 1951
Entered service at: Forest City, N.C. Born: February 18, 1933, Charlotte, N.C.
G.O. No.: 68, July 11, 1952
Citation
Cpl. Crump, a member of Company L, distinguished himself by conspicuous gallantry and outstanding courage above and beyond the call of duty in action against the enemy. During the night a numerically superior hostile force launched an assault against his platoon on Hill 284, overrunning friendly positions and swarming into the sector. Cpl. Crump repeatedly exposed himself to deliver effective fire into the ranks of the assailants, inflicting numerous casualties. Observing 2 enemy soldiers endeavoring to capture a friendly machine gun, he charged and killed both with his bayonet, regaining control of the weapon. Returning to his position, now occupied by 4 of his wounded comrades, he continued his accurate fire into enemy troops surrounding his emplacement. When a hostile soldier hurled a grenade into the position, Cpl. Crump immediately flung himself over the missile, absorbing the blast with his body and saving his comrades from death or serious injury. His aggressive actions had so inspired his comrades that a spirited counterattack drove the enemy from the perimeter. Cpl. Crump's heroic devotion to duty, indomitable fighting spirit, and willingness to sacrifice himself to save his comrades reflect the highest credit upon himself, the infantry and the U.S. Army.— 